# Punama annulata
Punama annulata är en insektsart som först beskrevs av William Lucas Distant 1916.  Punama annulata ingår i släktet Punama och familjen sporrstritar. Inga underarter finns listade i Catalogue of Life.